# Blood Test
Blood Test (1986) è il secondo romanzo giallo dello scrittore statunitense Jonathan Kellerman, inedito in Italia.

## Trama
I genitori di un bambino di cinque anni, Woody Swope, gravemente malato, hanno rifiutato di concedere l'unica cura che potrebbe salvargli la vita. Il dottor Raoul Melendez-Lynch chiede ad Alex di discutere del trattamento con i genitori di Woody. I coniugi Swope sono convinti che la medicina olistica non-chimica sia l'unico modo per curare il figlio. Dopo che Woody scompare dal suo letto d'ospedale, Alex e Milo scoprono che la stanza d'albergo dove i coniugi Swope alloggiavano è stata abbandonata, e l'unica prova del loro passaggio è una grande macchia di sangue sul pavimento. Cominciano a cercare la famiglia e vengono portati in una strana zona della città natia degli Swope, dove la moralità non esiste e tutto è permesso - anche al prezzo della vita di un bambino.
Una trama secondaria del romanzo tratta del coinvolgimento del dottor Delaware nei casi di custodia minorile come consulente del tribunale.